# Klajnov model
U geometriji, Klajnov model, takođe nazvan projektivni model, Beltrami-Klajnov model, Klajnov-Beltrami model kao i Kejli-Klajnov model, je model n-dimenzionalne hiperboličke geometrije (neeuklidske geometrije Lobačevskog) u kojem su neeuklidske tačke raspoređene na jednom n-dimenzionalnom disku, ili bolje rečeno lopti, a neeuklidske prave su delovi pravih linija sadržanih na ovom "disku", što znači da se krajevi ovih pravih završavaju na ivici diska. Zajedno sa Poenkareovim poluravanskim modelom i Poenkareovim disk modelom, ovaj model je bio predložen i od strane Eugenia Beltramija koji ga je iskoristio da dokaže kako je hiperbolička geometrija ekvikonzistentna sa Euklidovom geometrijom.
Kada se predstavi u jednoj ravni, Klajnov model postaje donekle jednostavniji i očigledniji, jer tada n-dimenzionalni disk, kao neeuklidska površ iz ovog modela, postaje u stvari površina kruga u jednoj ravni. Neeuklidske tačke su tada sve tačke kruga osim onih koje se nalaze na kružnici koja ga ograničava kao granica neeuklidske ravni, a neeuklidske prave su prave linije nacrtane na ovom krugu.
Dakle, u ovom modelu postaje očiglednim peti postulat neeuklidske geometrije Lobačevskog (eliptičke geometrije) koji, u jednoj od varijanti, glasi da: "Kroz tačku A, koja ne leži na pravoj l, prolazi beskonačno mnogo pravih koje ne seku datu pravu." Naime, prave koje prolaze kroz kroz tačku l mogu se seći sa pravom na graničnoj kružnici neeuklidske površi ili izvan ove kružnice, ali tačke njihovog preseka tada ne pripadaju Klajnovoj neeuklidskoj površi, odnosno krugu koji se nalazi unutar ove kružnice, što znači da se one praktično i ne seku sa pravom l. Pri tome, prave koje se seku sa pravom l samo na graničnoj kružnici neeuklidske ravni predstavljaju tzv. levu i desnu graničnu pravu iz ovog beskonačnog skupa pravih i one se mogu smatrati paralelnim sa pravom l.